# Mabitac
Mabitac è una municipalità di quinta classe delle Filippine, situata nella Provincia di Laguna, nella Regione del Calabarzon.
Mabitac è formata da 15 baranggay:
- Amuyong
- Bayanihan (Pob.)
- Lambac (Pob.)
- Libis ng Nayon (Pob.)
- Lucong
- Maligaya (Pob.)
- Masikap (Pob.)
- Matalatala
- Nanguma
- Numero
- Paagahan
- Pag-Asa (Pob.)
- San Antonio
- San Miguel
- Sinagtala (Pob.)